# یولیا بونک
یولیا بونک (آلمانی: Julia Bonk؛ زادهٔ ۲۹ آوریل ۱۹۸۶) سیاست‌مدار پیشین حزب چپ اهل آلمان است که در ۱۸ سالگی، جوانترین نماینده پارلمان در آلمان شد.